# Складна черепаха бечуанська
Склáдна черепаха бечуанська (Pelusios bechuanicus) — вид черепах з роду Складні черепахи родини Пеломедузові черепахи. Отримала свою назву на честь британської колонії Бечуаналенд. Інша назва «склáдна черепаха Окаванго».

## Опис
Загальна довжина карапаксу досягає 30—33 см. Спостерігається статевий диморфізм: самиці більші за самців. Голова велика й широка. На підборідді є 3 вусики. Карапакс має овальну форму, трохи опуклий. Він не має потиличного щитка. Пластрон містить шарнір між грудним і черевними щитками. Задні лапи мають ребристість, на кінцівках по п'ять кігтів.
Голова чорна з симетричними жовтими плямами. Карапакс має чорний колір, іноді із зеленуватим відтінком. Пластрон чорного забарвлення, лише у місці стикання щитків сірий або світло—жовтий.

## Спосіб життя
Полюбляє озерця, річки, струмки. Досить полохлива черепаха. Харчується комахами, молюсками, рибою, ракоподібними.
Самиця відкладає від 5—9 до 21—48 яєць. Інкубаційний період становить 60—70 днів.

## Розповсюдження
Мешкає у районі Окаванго: у прикордонних територіях Анголи, Намібії, Ботсвани, Зімбабве, Замбії, на півдні демократичної Республіки Конго, злиттях річок Кубанго—Окаванго до рівнини Кафу на сході.